# 文峰乡 (寻乌县)
文峰乡，是中华人民共和国江西省赣州市寻乌县下辖的一个乡镇级行政单位。

## 行政区划
文峰乡下辖以下地区：
新罗村、长溪村、长举村、东团村、长岭村、大路村、杨梅村、小布村、黄坳村、河岭村、上甲村、石排村、图合村、岗背村、田背村、长布村和双坪村。